# پریش کلکیشو (لوئیزیانا)
کَلکیشو پِرِش (به انگلیسی: Calcasieu Parish) یک منطقهٔ مسکونی در ایالات متحده آمریکا است که در لوئیزیانا واقع شده‌است.

## خصوصیات
کلکیشو پرش ۲٬۸۳۳٫۴۶ کیلومترمربع مساحت دارد.